# Uzos
Uzos är en kommun i departementet Pyrénées-Atlantiques i regionen Nouvelle-Aquitaine i sydvästra Frankrike. Kommunen ligger i kantonen Pau-Ouest som tillhör arrondissementet Pau. År 2022 hade Uzos 851 invånare.

## Befolkningsutveckling
Antalet invånare i kommunen Uzos
| Referens: INSEE |